# Montagnes Olympiques
Pour les articles homonymes, voir Olympique.
Les montagnes Olympiques (en anglais : Olympic Mountains) sont une chaîne de montagne de la péninsule Olympique située dans l'Ouest de l'État de Washington, aux États-Unis.
Son point culminant est le mont Olympe (2 429 mètres d'altitude). Son versant occidental, soumis aux influences maritimes de l'océan Pacifique, est l'un des endroits les plus arrosés des États-Unis : la station météorologique de Hoh Ranger dans la forêt humide de Hoh enregistre chaque année une moyenne de 3 600 millimètres de pluie. La plus grande partie de la montagne est protégée par le parc national Olympique.

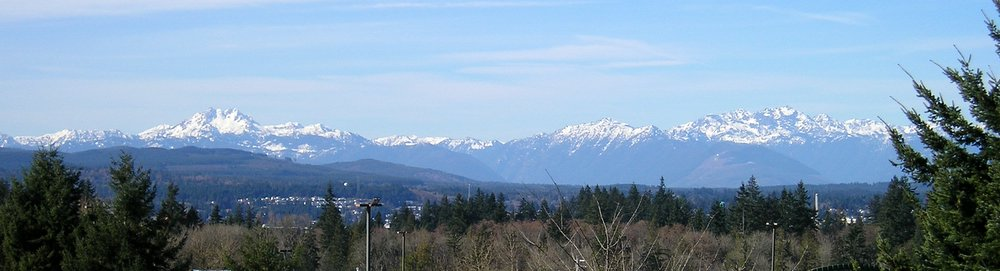
Vue de la partie orientale des montagnes ; le mont Brothers est le grand sommet sur la gauche et le mont Constance (2360 m) celui de droite.

## Géographie

### Montagnes
- The Brothers (États-Unis), deux montagnes dans la chaîne
- Mont Anderson
- Mont Carrie
- Mont Constance
- Mont Deception